# 미리엄 쇼어
미리엄 쇼어(Miriam Shor, 1971년 7월 25일 ~ )는 미국의 배우이다.

## 영화
- 일곱가지 유혹 (2000년 영화)
- 숏버스
- 참을 수 없는 사랑 (2007년 영화)
- 사라진 소녀들
- 미드나이트 스카이

## 텔레비전
- 베커 (시트콤)
- 웨스트 윙 (드라마)
- 마이 네임 이즈 얼
- 대미지 (드라마)
- 로열 페인스
- 굿 와이프
- 영거 (TV 시리즈)
- 제시카 존스 (드라마)
- 엘리멘트리
- 더 아메리칸즈
- 미세스 아메리카

## 연극
- 헤드윅 (뮤지컬)

## 비디오 게임
- 바이오쇼크